# John Yang Shudao

Wappen von John Yang Shu Dao

John Yang Shudao (chinesisch 楊樹道, Pinyin Yáng Shùdào; * 16. April 1919 in Lianjiang, Fujian, China; † 28. August 2010 ebenda) war chinesischer römisch-katholischer Untergrund-Erzbischof von Fuzhou. Er verbrachte über 30 Jahre in kommunistischer Haft.

## Leben
John Yang Shudao trat mit 14 Jahren in das Kleine Seminar in Fuzhou ein und empfing nach theologischen und philosophischen Studien 1947 das Sakrament der Priesterweihe. Während der Revolution in China wurde er durch die kommunistischen Machthaber zusammen mit anderen katholischen Geistlichen inhaftiert und 1955 zu lebenslanger Haft verurteilt. Nach 26 Jahren Haft wurde er 1981 entlassen. Am 8. März 1987 erfolgte die Ernennung zum Bischof durch die Untergrundkirche und 1988 die erneute Verhaftung und Internierung für drei Jahre. Seit 1991 war er immer wieder inhaftiert oder unter Hausarrest sowie ständiger Überwachung, zuletzt im Jahre 2001.
1995 wurde er zum Erzbischof des Erzbistums Fuzhou ernannt.
Er starb in der Pfarrei St. Theresa an den Folgen eines Schlaganfalls an seinem Wohnort Lianjiang.